# Exército Popular da Tchecoslováquia
O Exército Popular da Tchecoslováquia / Checoslováquia (em tcheco/checo:  Československá lidová armáda, em eslovaco:  Československá ľudová armáda, ČSLA) foram as forças armadas do Partido Comunista da Checoslováquia (KSČ) e da República Socialista da Tchecoslováquia de 1954  até 1989. A partir de 1955 foi membro do Pacto de Varsóvia. O Exército da Tchecoslováquia foi dividido em Exército da República Checa e Forças Armadas da República Eslovaca após a dissolução da Checoslováquia em 1 de Janeiro de 1993.

## Transição para o regime comunista
Em 25 de maio de 1945, foi aprovada a organização provisória das forças armadas da Checoslováquia, segundo a qual houve uma reorganização do exército da Checoslováquia. Os soldados que lutaram contra o nazismo em todas as frentes da Segunda Guerra Mundial regressaram gradualmente. O território da Checoslováquia foi dividido em quatro áreas militares nas quais surgiram gradualmente mais de 16 divisões de infantaria, que complementavam o Corpo de Tanques e a Divisão de Artilharia. O I Corpo de exército da Checoslováquia, que serviu sob controle soviético, tornou-se o 1º Exército da Checoslováquia, antes de se tornar a 1ª Área Militar.  O optimismo inicial sobre os planos de reconstrução do exército foi substituído pela desilusão, decorrente de uma economia falida do pós-guerra e da falta de recursos humanos e materiais. O Exército da Checoslováquia, após a guerra, foi encarregado de expulsar alemães e húngaros e também esteve envolvido na ajuda à economia nacional. Além disso, unidades do Corpo de Segurança Nacional participaram nos combates contra a Organização dos Nacionalistas Ucranianos.
Depois de 1948, quando o Partido Comunista da Checoslováquia assumiu o poder, ocorreram mudanças significativas nas forças armadas. Mais da metade dos oficiais começaram a sofrer perseguições, assim como os soldados, e muitos foram forçados a partir. Os processos políticos centraram-se principalmente nos soldados que lutaram na Segunda Guerra Mundial na Europa Ocidental, mas paradoxalmente houve também perseguição aos soldados que lutaram na guerra na Frente Oriental. O exército ficou totalmente sob o poder do Partido Comunista e em 1950 houve uma grande reorganização do modelo soviético, e as áreas militares foram dissolvidas. Em 1951, foi assinado entre a Tchecoslováquia e a União Soviética o Acordo sobre a forma e os termos de liquidação dos equipamentos e materiais fornecidos pela URSS, empréstimo de quase 44 milhões de rublos para a compra de equipamento militar, especialmente aeronaves e radares. Houve um aumento na proliferação e aumento do número de militares do exército, que desde 1953 atingiu mais de 300.000.

O Relatório final da Comissão de Inquérito da Assembleia Federal para esclarecimento dos acontecimentos de 17 de Novembro de 1989 caracterizou o Exército Popular da Checoslováquia da seguinte forma: 
"... o Exército da Checoslováquia, ao lado do SNB (a força policial popular) e do LM (o milícia de trabalhadores paramilitares), foi entendida como uma das ferramentas de poder direto destinadas ao controle da sociedade e à gestão imediata dos problemas políticos internos do Partido Comunista por meio de um vasto estado-maior da Administração Política Principal (HPS) do ČSLA penetrado como; tanto quanto nas unidades mais baixas e desta forma praticamente garantiu a sua influência absoluta sobre o Exército."  
Durante a Revolução de Veludo, o Ministro Comunista da Defesa Nacional, Milán Václavík, propôs usar o exército contra os manifestantes, mas a sua sugestão não foi acatada. 

## Componentes
O ČSLA era composto por Forças Terrestres, Forças Aéreas e de Defesa Aérea e Guarda de Fronteiras sob a direção do Estado-Maior General.

### Forças Terrestres

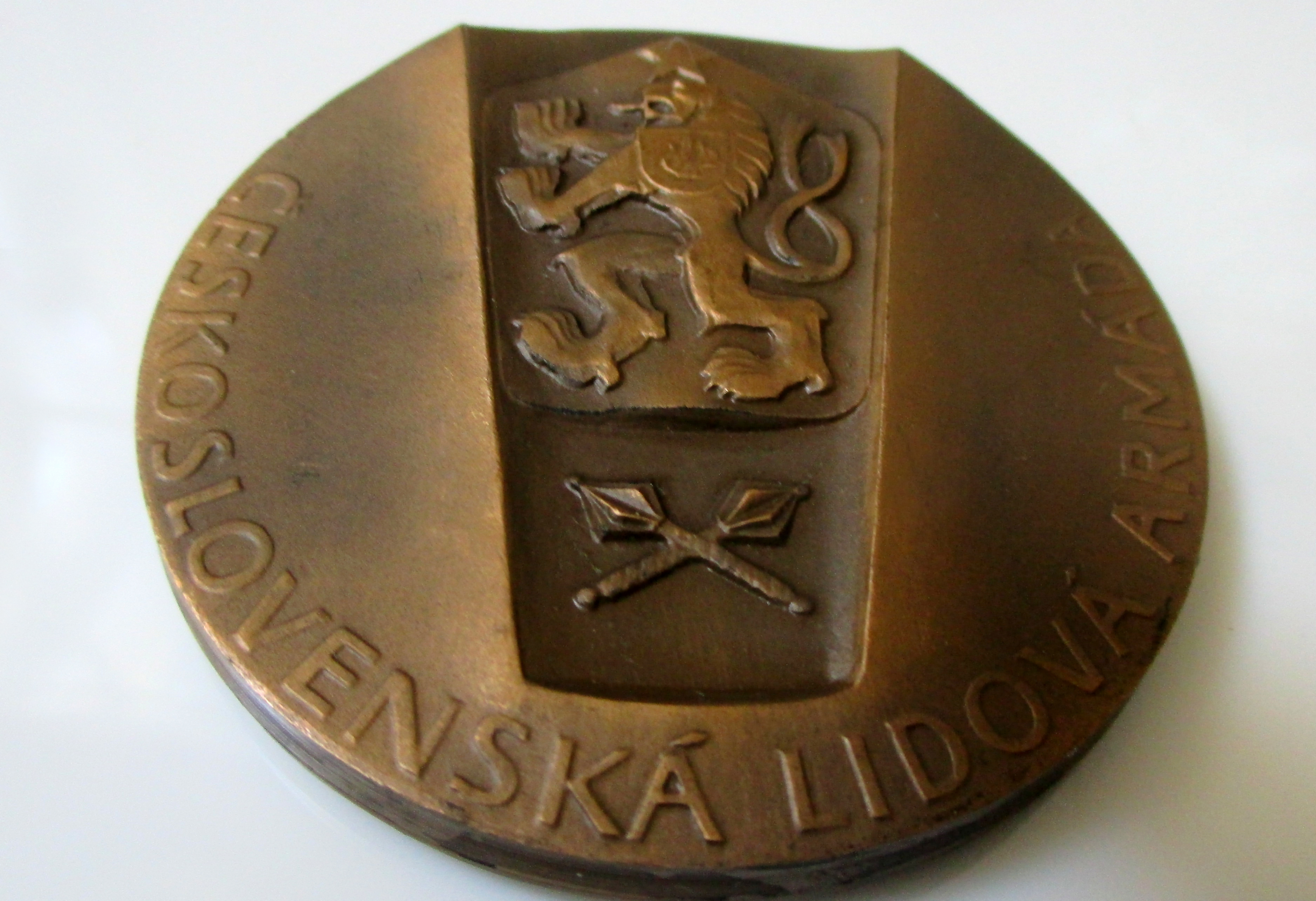
Medalha de Honra - ČESKOSLOVENSKÁ LIDOVÁ ARMÁDA.

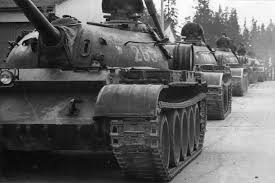
Tanques T-55A da Checoslováquia indo para o exercício de fronteira, estimado em 1960/1970.

Dos cerca de 201.000 funcionários em serviço ativo no ČSLA em 1987, cerca de 145.000, ou cerca de 72 por cento, serviram nas forças terrestres (comumente referidas como exército). Cerca de 100.000 deles eram recrutas.  Havia dois distritos militares, Ocidental e Oriental. Uma lista de forças de 1989 mostra dois exércitos tchecoslovacos no oeste, o 1º Exército em Příbram com uma divisão de tanques e três divisões de rifles motorizados, o 4º Exército em Písek com duas divisões de tanques e duas divisões de rifles motorizados. No Distrito Militar Oriental, havia duas divisões blindadas, a 13ª e a 14ª, com quartel-general de supervisão em Trenčín, na parte eslovaca do país. 
A doutrina militar checoslovaca prescrevia grandes colunas de tanques liderando ataques de infantaria. Enquanto as colunas blindadas asseguravam os objetivos, a infantaria forneceria apoio próximo com morteiros, franco-atiradores, canhões antitanque e artilharia média. A maioria dos soldados das Forças Terrestres foram recrutados através de recrutamento, serviço militar obrigatório de 24 meses para todos os homens entre 18 e 27 anos.

### Força Aérea
As Forças Aéreas e de Defesa Aérea do CPA celebraram o dia 17 de setembro de 1944, como data de nascimento da sua força.  Naquela data, um regimento de caças, tripulado por pessoal da Checoslováquia, o První československý samosstatný stíhací letecký pluk - 1º Regimento de Aviação de Caça Independente da Checoslováquia - voou para solo eslovaco para participar da Revolta Nacional Eslovaca.  Este primeiro regimento transformou-se na 1ª Divisão Aérea Mista da Checoslováquia, que lutou com os soviéticos. No entanto, apenas seis anos depois da guerra, em 1951, as unidades checoslovacas começaram a receber aeronaves – caças a jacto – para criar capacidade de combate.
A Força Aérea da Checoslováquia estava totalmente equipada com caças supersônicos, helicópteros de ataque, sistemas de defesa aérea e equipamentos eletrônicos de rastreamento.

### Forças de Defesa Aérea
A Defesa Aérea do Exército (PVOS, Protivzdušná obrana státu) contava com unidades de mísseis antiaéreos, caças interceptadores e unidades de radar e radiogoniometria, conhecidas, de acordo com a terminologia soviética, como unidades radiotécnicas.

### Guarda de Fronteira
Pohraniční Stráž, Pohraničná stráž (Guardas de Fronteira) foi fundada na década de 1950, após a Segunda Guerra Mundial. No entanto, fez parte do exército apenas até 1977, quando ficou subordinado ao Ministério Federal do Interior. Era o menor ramo do exército popular da Checoslováquia, com quase 17.000 soldados e outros membros em 1951.  A sua principal tarefa era guardar e patrulhar todas as fronteiras da República Socialista da Checoslováquia. As fronteiras mais vigiadas eram as fronteiras da Áustria e da Alemanha Ocidental. 

## Ensino militar
O ensino militar superior na República Socialista da Checoslováquia ocorria por meio das seguintes organizações:
- Academia Tecnológica Militar Antonin Zapotocky [10] (Brno)
- Academia Militar Klement Gottwald (Praga)
- Academia Político-Militar de Bratislava
- Universidade das Forças Terrestres Militares Ludvík Svoboda em Vyškov
- Universidade das Forças Aéreas Militares "Revolta Nacional Eslovaca" em Košice
- Escola Técnica Militar "Amizade Tchecoslováquia-Soviética" em Liptovský Mikuláš
- Instituto Topográfico Militar de Dobruška
- Instituto Cartográfico Militar de Harmanec
- Instituto Geográfico Militar de Praga
- Instituto Médico Militar de Hradec Králov

## Características

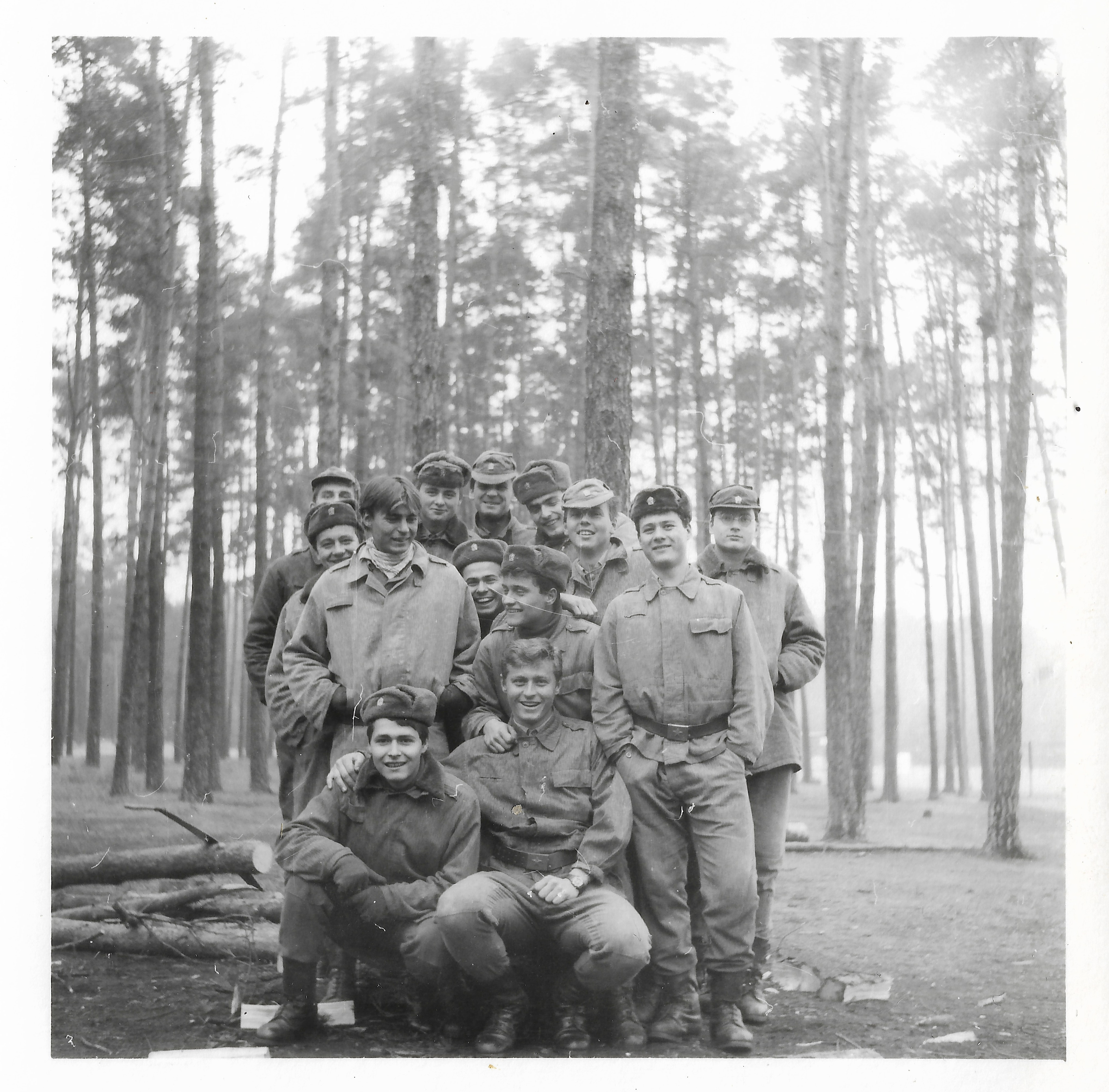
Soldados checoslovacos em uniformes.

Uma das marchas oficiais do ČSLA foi a Marcha dos Artilheiros de Submetralhadora ("Pochod samopalníků") de Jan Fadrhons.

### Aparência
Após a Segunda Guerra Mundial, o exército da Checoslováquia usou seu uniforme pré-guerra até 1960. Quando foi introduzido um novo padrão uniforme, o vz. 60. Vz.60 usou o uniforme militar clássico de padrão verde com linhas cinza mais escuras na superfície do uniforme. Vz.60 usa o padrão de estilo Strichtarn. Uniforme da Checoslováquia após reformas composto por uniforme vz.60 apelidado de mlok (salamandra) capacete vz.53 e botas vz.62. 
A Guarda de Fronteira usou casacos de lã cáqui com elementos vermelhos e verdes. Eles usavam bonés verdes com uma estrela de ferro que representava o símbolo da Tchecoslováquia. 

### Órgãos da imprensa militar
- Jornal Národní Obrana (Defesa Nacional)
- Revista Lidová Armáda (Exército Popular)
- Revista Guerreiro Checoslovaco
- Revistas Zápisník (bloco de notas)

### Instituições culturais e de propaganda
- Centro Esportivo Profissional do Exército DUKLA em Banská Bystrica
- Conjunto de Arte do Exército "Vít Nejedlý"
- Banda Militar Central da ČSLA
- Conjunto de Arte Militar "Capitão Ján Nálepka"
- Estúdio de Cinema de Guerra da Checoslováquia

A banda serviu como uma das ferramentas ideológicas do Partido Comunista da Tchecoslováquia da década de 1950 até novembro de 1989. 

### Feriados e celebrações
O ČSLA teve as seguintes férias profissionais:
- 15 de janeiro - Dia das Forças de Foguetes e Artilharia, aniversário das ações do 1º Corpo do Exército da Checoslováquia e do 38º Exército em uma batalha perto da cidade polonesa de Jaslo em 15 de janeiro de 1945.
- 6 de outubro - Dia do Exército Popular da Checoslováquia, aniversário da Batalha do Passo de Dukla em 6 de outubro de 1944.
- 17 de setembro – Dia da Aviação do Exército Popular da Checoslováquia

Durante o período da República Socialista da Checoslováquia, desfiles regulares do Dia da Vitória foram realizados pelo Exército Popular da Checoslováquia em Letná. O primeiro desfile aconteceu em 1951 e, desde então, acontecia a cada cinco anos, no dia 9 de maio, até 1990. O desfile também marcou a revolta de Praga. O último desses desfiles aconteceu em 1985.   Kde domov můj e Nad Tatrou sa blýska (o hino nacional da Checoslováquia) foram executados pelas grandes bandas em desfile antes de serem seguidos pelo Hino de Estado da União Soviética. Desfiles também foram realizados em Bratislava.

## Equipamento

### Armas
| Arma                | Origem                        | Tipo                             | Notas |
| ------------------- | ----------------------------- | -------------------------------- | --- |
| Vz. 52              | Checoslováquia                | Pistola semiautomática           | Na década de 80 foi substituído pelo vz. 82. |
| Vz. 82              | Checoslováquia                | Pistola semiautomática           | Emissão padrão até a dissolução da Tchecoslováquia. |
| Fuzil Vz. 52        | Checoslováquia                | Rifle de carregamento automático | Usado por um período de tempo muito curto. Substituído por Vz. 58 para uso na linha de frente. |
| Vz. 58              | Checoslováquia                | Fuzil de assalto                 | Rifle padrão. |
| Škorpion            | Checoslováquia                | Metralhadora                     | |
| UK vz. 59           | Checoslováquia                | Metralhadora de uso geral        | Substituído o Vz mais antigo. 52 metralhadora. Foram utilizadas duas versões de metralhadora, uma com cano mais longo e outra com cano mais curto. Reino Unido vz. 59 L, Reino Unido vz. 59 T. |
| Metralhadora Vz. 52 | Checoslováquia                | Metralhadora leve                | Usado por curto período de tempo. |
| SVD                 | União Soviética               | Rifle de atirador designado      | |
| Mosin–Nagant        | Império Russo União Soviética | Rifle de ferrolho                | Modelo 1891 usado brevemente das Legiões da Checoslováquia até variantes do Mauser das Forças Terrestres após a Primeira Guerra Mundial. Após o golpe apoiado pelos soviéticos em 1948, a Checoslováquia começou a converter rifles M91 em carabinas M91/38 no final dos anos 1950. Os tchecos desenvolveram um rifle de precisão derivado de Mosin, conhecido como rifle de precisão Vz.54. |
| RPG-7               | União Soviética               | Granada propelida por foguete    | Aprovado nos estados sucessores. |
| RPG-75              | Checoslováquia                | Arma AT leve                     | Equivalente checoslovaco da LEI M72. |

### Forças terrestres
| Tanque  | Origem                         | Tipo                        | Versões     | Em serviço | Notas |
| ------- | ------------------------------ | --------------------------- | ----------- | ---------- | --- |
| T-72    | União Soviética Checoslováquia | Tanque de batalha principal | M, M1       | 900        | Produzido internamente. |
| T-55    | União Soviética Checoslováquia | Tanque de batalha principal | A, AM1, AM2 | 1,927      | Produzido internamente. |
| T-34-85 | União Soviética Checoslováquia | Tanque médio                |             | 373        | |
| ISU-152 | União Soviética                | Arma Autopropulsada Pesada  |             | >2         | Também chamado de TSU-152 (significa "Těžké Samohybné Dělo"). Importado no final da década de 1940 e interrompido em 1951. Na década de 1960 (e no final dos anos 50), a maior parte era mantida em reservas e usada apenas para desfiles militares. Na década de 1970, os trabalhadores checos usaram os TSU-152 para transportar trabalhos pesados. |

| APC/AFC     | Origem                          | Tipo                               | Versões | Em serviço                   | Notas                                          |
| ----------- | ------------------------------- | ---------------------------------- | ------- | ---------------------------- | ---------------------------------------------- |
| BVP-2       | Checoslováquia                  | IFV                                |         | 310                          | 53 armazenados em 1991                         |
| BVP-1       | Checoslováquia                  | IFV                                |         | 1,250                        | 109 armazenados em 1991                        |
| OT-810      | Alemanha Nazista Checoslováquia | APC                                |         | 1,900 (760 em armazenamento) | Versão checoslovaca do Sd.Kfz. 251             |
| OT-90       | Checoslováquia                  | APC                                |         | 1,900 (760 em armazenamento) | Casco BVP-1 com torre BTR-70                   |
| OT-65       | Hungria                         | APC                                |         | 1,900 (760 em armazenamento) | Designação da Checoslováquia para o D-442 FUG  |
| OT-64       | Checoslováquia                  | APC                                | A/C     | 1,900 (760 em armazenamento) |                                                |
| OT-62 TOPAS | Checoslováquia                  | APC                                | A, B    | 1,900 (760 em armazenamento) | Versão checoslovaca do BTR-50                  |
| BRDM-2      | União Soviética                 | Veículo de reconhecimento/patrulha |         | 480 (422 em armazenamento)   |                                                |
| OT-65       | Hungria Checoslováquia          | Veículo de reconhecimento/patrulha | A       | 300                          | Designação da Checoslováquia para o D-442 FUG. |

### Forças Aéreas e de Defesa Aérea

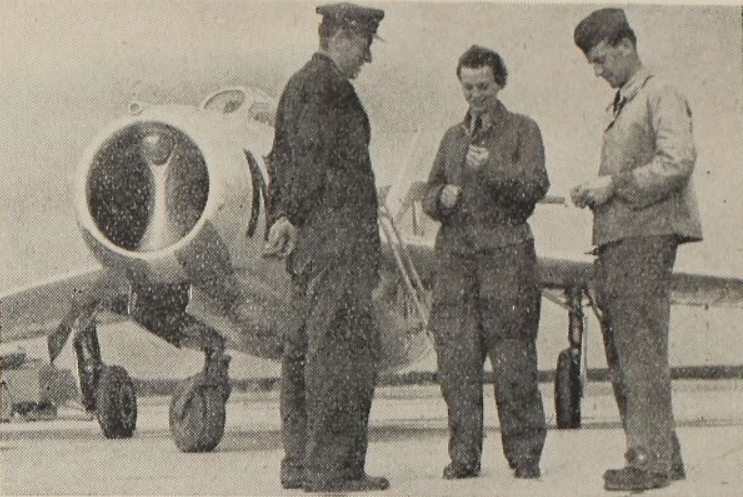
Elena Báčová com a equipe de terra na frente da aeronave MiG-15 da Força Aérea ČSLA.

| Modelo | Origem                         | Tipo                  | Versões    | Em serviço     | Notas                                 |
| ------ | ------------------------------ | --------------------- | ---------- | -------------- | ------------------------------------- |
| MiG-29 | União Soviética                | Caça                  |            | 20             | 18 assento único, 2 treinamento       |
| MiG-23 | União Soviética                | Caça                  | MF,ML,BN,U | 70             | 32 BN, 13 MF, 17 ML, 8 UB,            |
| MiG-21 | União Soviética Checoslováquia | Caça, ataque ao solo  |            | 180+           |                                       |
| Su-25  | União Soviética                | Ataque ao solo        | K,UBK      | 38             | 36 assento único, 2 Treinamento       |
| Su-22  | União Soviética                | Ataque                | M4,UM3K    | 60             | 52 assento único, 8 treinamento       |
| Mi-24  | União Soviética                | Helicóptero de ataque | D,V        | 60             | 28 Mi-24D,2 Mi-24UD, 30 Mi-24V        |
| Mi-17  | União Soviética                | Transporte            |            | 83             |                                       |
| L-39   | Checoslováquia                 | Treinamento           | C,ZA,V     | 57+            | 24 L-39C, 27 L-39ZA, 6 L-39V          |
| S-300  | União Soviética                | Sistema SAM móvel     | PMU        | 4              | 1 bateria para defender Praga         |
| S-200  | União Soviética                | Sistema SAM fixo      |            | 250 lançadores | 6 regimentos, 40 locais de lançamento |
| S-125  | União Soviética                | Sistema SAM fixo      |            | 250 lançadores | 6 regimentos, 40 locais de lançamento |

### Artilharia

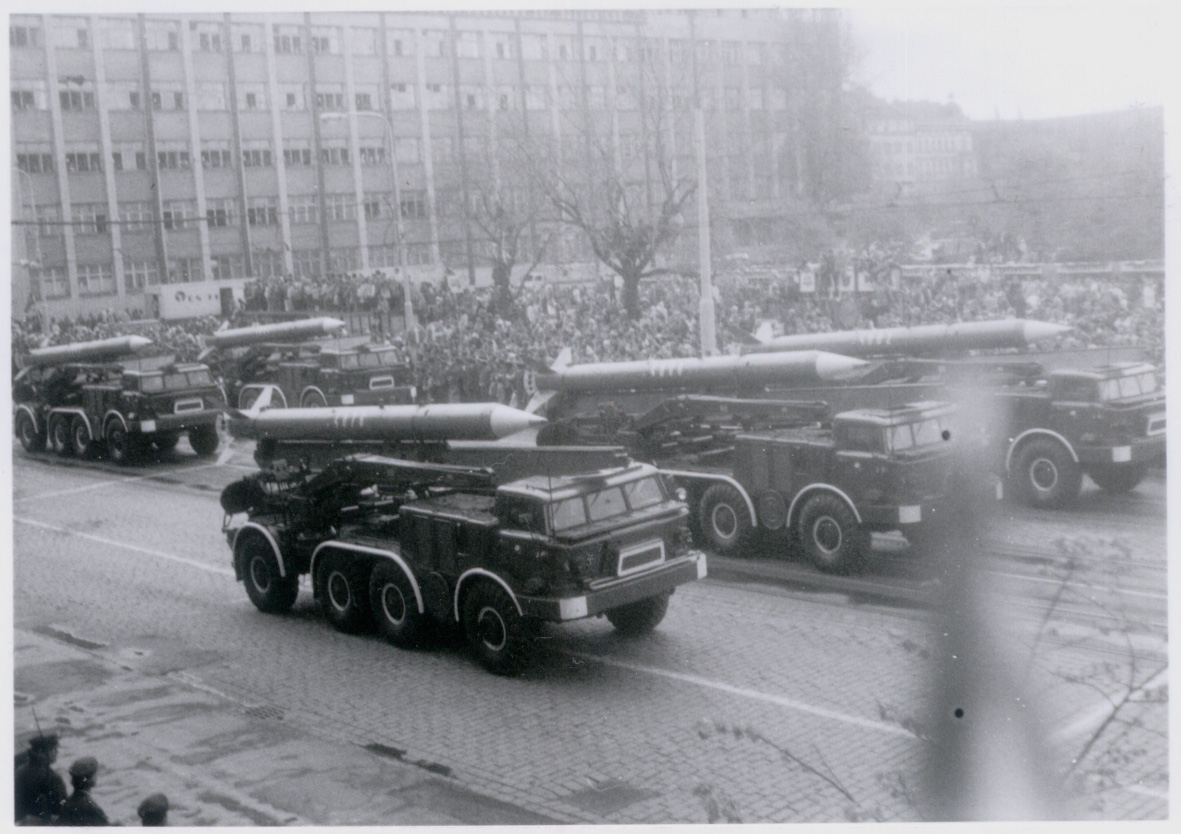
Míssil balístico 9K52 Luna-M em desfile militar em Prauge 1985.

#### Sistemas de foguetes
- Lançadores de mísseis Scud-B–30, após a dissolução a maioria dos lançadores passaram para a República Tcheca.[22]
- 9K52 Luna-M – 10 lançadores. [23]
- OTR-21 Tochka – 8 lançadores comprados da União Soviética na década de 1980. O Exército Soviético implantou 18 lançadores na República Socialista da Checoslováquia.
- OTR-23 Oka – 4 lançadores comprados da União Soviética na década de 1980. Todos os lançadores foram desativados em 1995.

- Lançador múltiplo de foguetes RM-70 – Cerca de 100 lançadores. Aprovado nos estados sucessores. Lançador BM-21 Grad no Tatra 813.

##### Artilharia rebocada
- Obuseiro de 122 mm 2A18 (D-30)–210 [24]
- Canhão de campanha rebocado de 130 mm M1954 (M-46) - Serviu na 71ª Brigada de Artilharia de Canhão. Estima-se em cerca de 70 peças de artilharia.
- 100 mm vz. 53 – 600 [25]

#### Artilharia autopropelida
- 2S4 Tyulpan – 4 peças de artilharia usadas na década de 1980 [26]
- 2S7 Pion – 4 peças de artilharia usadas na década de 1980 [26]
- 152 mm SpGH DANA – 408, artilharia checoslovaca 8x8 152 mm.
- 2S1 Gvozdika – 448 peças foram compradas em 1977 [27]

#### Morteiros
- PRAM-L 120mm [28]
- vz. 52 82 mm [29]

### Defesa Aérea

#### Mísseis móveis
- 2K12 Kub [30]
- 2K11 Krug
- 9K31 Strela-1 – mais de 80 sistemas em 1992. [31]
- 9K33 Osa
- 9K35 Estrela-10 [32]

##### Canhões AA autopropelidos móveis
- M53/59 Praga – Na década de 1980, a República Socialista da Checoslováquia tinha cerca de 789 destes veículos no seu inventário. [33]

###### Arma antiaérea rebocada
- Arma antiaérea Vz.53
- ZPU
- AZP S-60 – 400 unidades em 1992. [34]

## Patentes

### Oficiais alistados e suboficiais
- Vojín - Soldado, Aviador
- Svobodník – Privado de Primeira Classe, Aviador de Primeira Classe
- Desátník - Cabo, Aviador Sênior
- Četař – Sargento
- Rotný - Sargento-chefe
- Staršina – Sargento de Pelotão, Sargento de Voo (parte do sistema de patentes 1948-1959)
- Rotmistr – Sargento de Primeira Classe, Sargento Técnico
- Nadrotmistr – Sargento Mestre
- Štábní rotmistr – Primeiro Sargento

### Subtenentes
- Podpraporčík - Primeiro Subtenente
- Praporčík – Subtenente
- Nadpraporčík – Suboficial Sênior
- Štábní praporčík – Suboficial (abolido em 1949)

### Oficiais
- Podporučík – Subtenente
- Poručík – segundo-tenente
- Nadporučík – primeiro-tenente
- Kapitán – Capitão
- Štábní kapitán - Capitão Sênior (abolido em 1952)
- Major
- Podplukovník – tenente-coronel
- Plukovnik – Coronel
- Brigádní general - General de brigada (abolido em 1950)
- Divizní generál - General divisional (abolido em 1950)
- Generalmajor – Major-general
- Generálporučík – Tenente-general
- Sborový generál - General de corpo de exército (abolido em 1950)
- Generálplukovník – Coronel-general
- Armádní general – General do Exército